# Jef Van Meirhaeghe
Jef Van Meirhaeghe (né le 21 janvier 1992 à Gand) est un coureur cycliste belge, professionnel en 2015 et 2016 au sein de l'équipe Topsport Vlaanderen-Baloise.

## Biographie

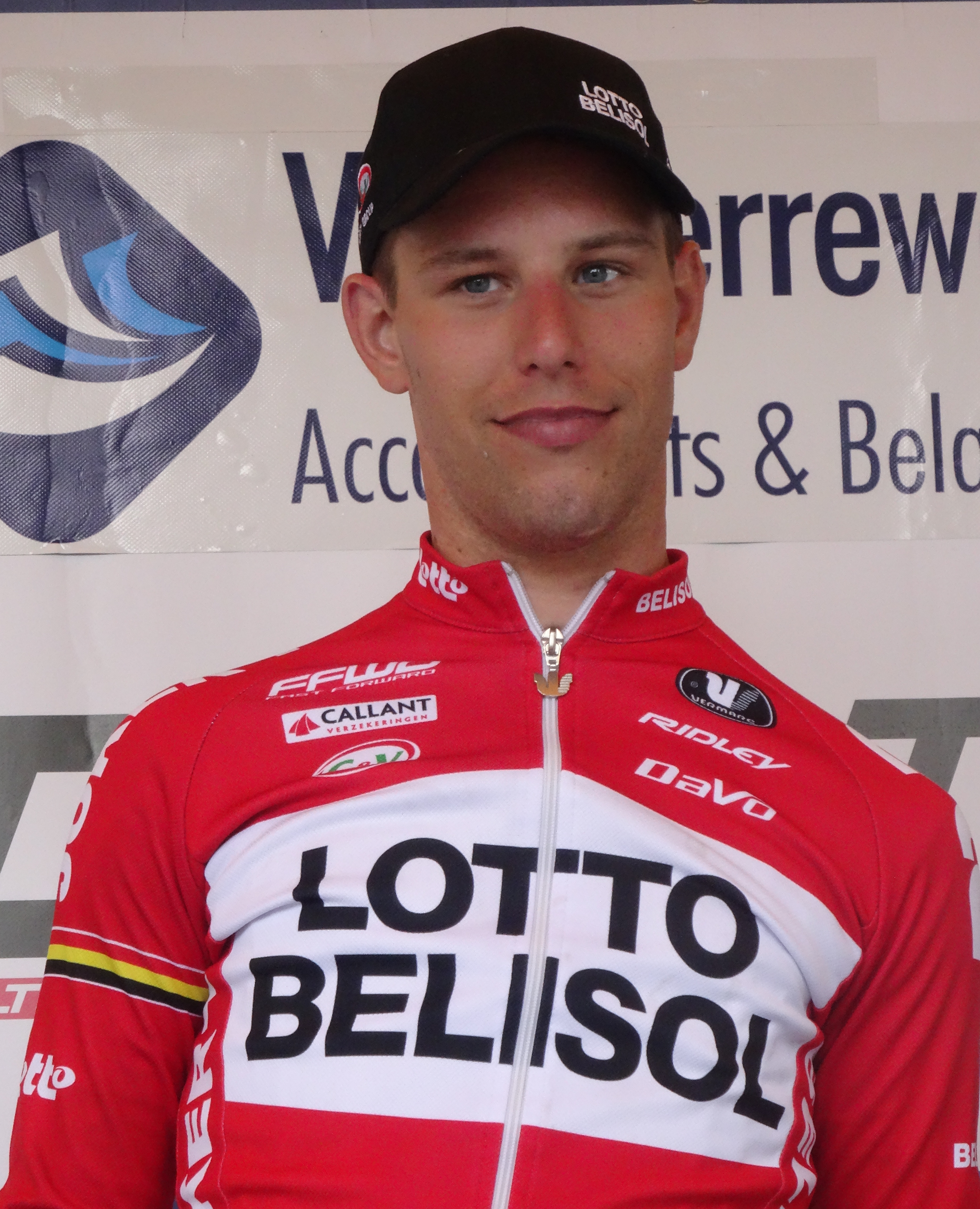
Jef Van Meirhaeghe lors du Circuit Het Nieuwsblad espoirs 2014.

Jef Van Meirhaeghe naît le 21 janvier 1992 à Gand en Belgique.
Jef Van Meirhaeghe est membre de l'équipe Lotto-Belisol U23 depuis 2012. 
En 2014, il devient champion de Belgique sur route espoirs.
En 2015, il passe professionnel au sein de l'équipe continentale professionnelle Topsport Vlaanderen-Baloise. Pour ses premiers pas à ce niveau, il se classe deuxième du Grand Prix Criquielion derrière Jelle Wallays.

## Palmarès

### Par année
- 2009

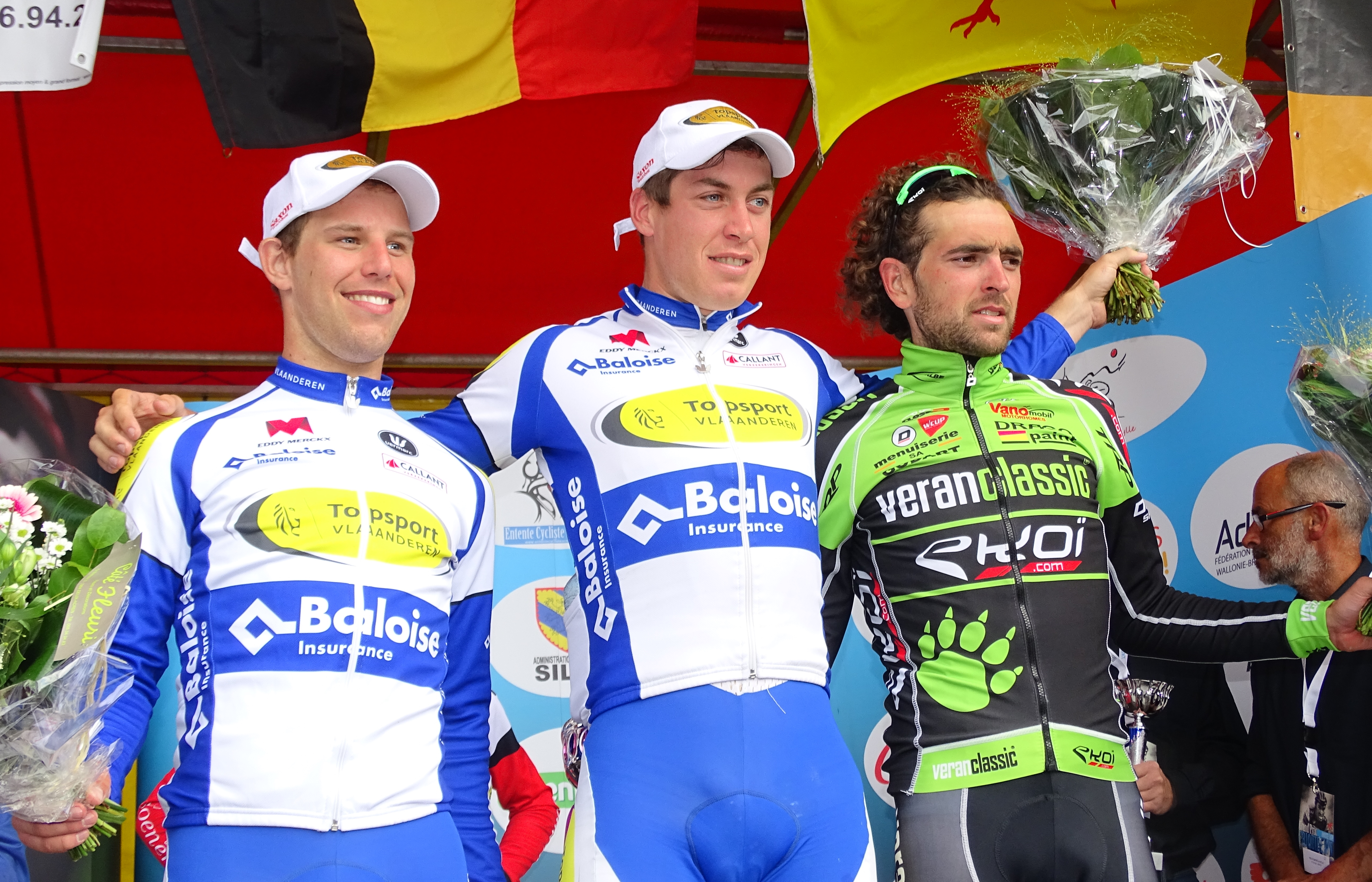
Podium de l'édition 2015 du Grand Prix Criquielion : Jef Van Meirhaeghe (2e), Jelle Wallays (1er) et Thomas Vaubourzeix (3e).

  - 2e de la Vlaams-Brabant Classic
- 2010
  - Tour des Flandres juniors
  - Circuit Mandel-Lys-Escaut juniors
  - Vlaams-Brabant Classic
  - 2e du championnat de la province d'Anvers du contre-la-montre juniors
- 2013
  - Grote Herdenkingsprijs Jean-Pierre Monseré
  - 2e du championnat de Flandre-Orientale sur route espoirs
- 2014
  -  Champion de Belgique sur route espoirs
  - Grand Prix des Hauts-de-France
  - 4e étape du Tour de Liège
  - 2e du championnat de Flandre-Orientale sur route espoirs
  - 3e du Circuit Het Nieuwsblad espoirs[3]
- 2015
  - 2e du Grand Prix Criquielion

### Classements mondiaux
| Année           | 2011 | 2012 | 2013 | 2014 | 2015 |
| --------------- | ---- | ---- | ---- | ---- | ---- |
| UCI Europe Tour | 994e | 866e | 574e | 488e | 471e |